# Nezir Özer
Nezir Özer (* 1. Juni 1983 in Ergani) ist ein türkischer Fußballspieler. Da drei Brüder von ihm ebenfalls als Fußballspieler im Profifußball tätig sind, ist er im türkischen Fußball als Mitglied der Özer Kardeşler (dt.: Gebrüder Özer) bekannt.

## Karriere

### Vereinskarriere
Özer begann mit dem Vereinsfußball in der Jugend von seinem Heimatverein Erganispor und wechselte, mit ewinem Profivertrag versehen, zu Diyarbakır Büyükşehir Belediyespor. Hier spielte er drei Spielzeiten lang und saß überwiegend auf der Ersatzbank oder war für die Reservemannschaft tätig.
2008 verließ er nach Vertragsablauf DiyarbakırBB und heuerte beim Viertligisten Pazarspor an. Hier spielte er zwei Jahre und schaffte in seiner zweiten Saison mit 17 Saisontoren seinen Durchbruch.
Durch diesen Erfolg wurden viele Mannschaften oder oberen Lige auf ihm aufmerksam. So wechselte Özer 2010/11 zum Zweitligisten Mersin İdman Yurdu. Ausschlaggebend an diesem Wechsel war die Tatsache, dass sein älterer Bruder Şehmus Özer für Mersin tätig war. In der Hinrunde spielte Özer bei drei Begegnungen und wurde für die Rückrunde an den Drittligisten Tokatspor verliehen. Zum Saisonende hatte Mersin IY in der Zwischenzeit die Meisterschaft der TFF 1. Lig und damit den direkten Aufstieg in die Süper Lig erreicht. Da Özer in den Kaderplanungen für die Süper Lig nicht vorgesehen war, wurde ihm ein Wechsel nahegelegt.
So wechselte Özer zur Saison 2011/12 zum Drittligisten Altay Izmir.
Bereits nach einer Spielzeit bei Altay wurde zur Saison 2012/13 sein Wechsel zu Gaziantep Büyükşehir Belediyespor bekanntgegeben. Dieser Wechsel kan später nicht zustande, sodass Özer bis zur nächsten Winterpause für Altay spielte. In der Winterpause wechselte er dann zum Viertligisten Diyarbakır Büyükşehir Belediyespor. Hier wurde er zum Saisonende mit seiner Mannschaft Meister der TFF 3. Lig und stieg damit in die TFF 2. Lig auf.
Nach dem Aufstieg mit Diyarbakır BB wechselte er zur Saison 2013/14 zu Pazarspor. Hier spielte er eineinhalb Spielzeiten und kehrte anschließend zu Diyarbakır BB zurück. Zur Saison 2015/16 wurde er dann vom Zweitligisten Kayserispor verpflichtet. Für die Rückrunde dieser Saison wurde er an Aydınspor 1923 ausgeliehen.

## Erfolge
Mit Diyarbakır Büyükşehir Belediyespor
- Meister der TFF 3. Lig und Aufstieg in die TFF 2. Lig: 2012/13

## Privates
Nezir Özer entstammt einer Fußballerfamilie. Seine älteren Brüder Zülküf und Sadettin sind ebenfalls als Profifußballer aktiv; sein verstorbener ältester Bruder Şehmus war ebenfalls Profifußballer. Insgesamt hat er acht Geschwister.